# Stachys mollissima
Stachys mollissima là một loài thực vật có hoa trong họ Hoa môi. Loài này được Willd. miêu tả khoa học đầu tiên năm 1805.